# Vox populi / La tribuna
Vox populi / La tribuna es un sencillo del grupo chileno Quilapayún, lanzado en Chile en 1971 bajo el sello Dicap y perteneciente al álbum del mismo año Vivir como él.
El segundo tema es interpretado en conjunto con la banda cubana Manguaré. La canción «Vox populi» apareció al año siguiente como Lado B del sencillo Las ollitas / Vox populi.

## Lista de canciones
| Lado A |                                   |               |          |  |
| N.º    | Título                            | Música        | Duración |  |
| 1.     | «Vox populi» (o «Páralo, páralo») | Sergio Ortega | 2:33     |  |

| Lado B |              |                           |          |  |
| N.º    | Título       | Música                    | Duración |  |
| 2.     | «La tribuna» | Carlos Puebla, Quilapayún | 3:51     |  |
| 6:24   |              |                           |          |  |